# Szklennikowo
Szklennikowo (biał. Шкленікова; ros. Шклениково) – wieś na Białorusi, w obwodzie mińskim, w rejonie miadzielskim, w sielsowiecie Swatki.

## Historia
W czasach zaborów wieś w granicach Imperium Rosyjskiego.
W dwudziestoleciu międzywojennym wieś leżała w Polsce, w województwie wileńskim, w powiecie duniłowickim (od 1926 postawskim), w gminie Miadzioł.
Według Powszechnego Spisu Ludności z 1921 roku zamieszkiwały tu 232 osoby, 30 było wyznania rzymskokatolickiego a 202 prawosławnego. Jednocześnie 11 mieszkańców zadeklarowało polską a 221 białoruską przynależność narodową. Były tu 44 budynki mieszkalne. W 1931 w 48 domach zamieszkiwało 237 osób.
W 1938 roku miejscowość należała do gromady Kalinówka gminy Miadzioł.
Po agresji ZSRR na Polskę w 1939 roku wieś znalazła się w granicach BSRR. W latach 1941–1944 była pod okupacją niemiecką. Następnie leżała w BSRR. Od 1991 roku w Republice Białorusi.